# ماریا پیچینوویچ بوریچ
ماریا پیچینوویچ بوریچ (تلفظ‌شده به صورت [mǎrija pejtɡˈʃ̂i:noʋit͡ɕ bûrit͡ɕ]؛ زادهٔ ۹ آوریل ۱۹۶۳) سیاستمدار کروات از حزب اتحادیه دموکراتیک کرواسی (میانه‌راست) است که از سال ۲۰۱۷ تا ۲۰۱۹ به عنوان وزیر امور خارجه و اروپایی و معاون اول نخست‌وزیر کرواسی فعالیت کرد. او سومین زنی بود که پس از کولیندا گرابار-کیتاروویچ و وسنا پوشیچ، این سمت را بر عهده گرفت. پیچینوویچ بوریچ پیش‌تر در ششمین دورهٔ مجلس نمایندگان (۲۰۰۸–۲۰۱۱) به عنوان نمایندهٔ حوزهٔ انتخاباتی ششم فعالیت داشت.
در ۲۶ ژوئن ۲۰۱۹، او به عنوان چهاردهمین دبیرکل شورای اروپا انتخاب شد و با ۱۵۹ رأی در برابر ۱۰۵ رأی دیدیه ریندرز، وزیر امور خارجهٔ بلژیک، پیروز شد. دورهٔ وی از ۱۸ سپتامبر ۲۰۱۹ آغاز شد و در ۱۸ سپتامبر ۲۰۲۴ به پایان رسید، زمانی که او جای خود را به رئیس‌جمهور و وزیر کشور پیشین سوئیس، آلین برست داد.

## تحصیلات و اوایل فعالیت
پیچینوویچ بوریچ در سال ۱۹۸۵ در رشتهٔ اقتصاد از دانشگاه زاگرب فارغ‌التحصیل شد.
پس از فارغ‌التحصیلی، او بین سال‌های ۱۹۸۸ تا ۱۹۹۱ به عنوان کارشناس تجاری در شرکت Končar Inženjering در زاگرب فعالیت کرد. در سال ۱۹۹۱، توسط دوست‌پسرش لیوبومیر چوچیچ (که در آن زمان دبیرکل جنبش اروپا در کرواسی بود)، به عنوان دبیرکل خانهٔ اروپا در زاگرب منصوب شد و بعدها به سمت معاون دبیرکل جنبش بین‌المللی اروپا ارتقا یافت. او در سال ۱۹۹۴ مدرک کارشناسی ارشد در مطالعات اروپایی را از کالج اروپا (پردیس ناتولین) دریافت کرد. سپس به شرکت Končar Inženjering بازگشت. در سال ۱۹۹۷، او به عنوان مدیر ارتباطات شرکتی در شرکت داروسازی پلیوا در زاگرب منصوب شد.

## فعالیت سیاسی

### فعالیت در بخش دولتی
در سال ۲۰۰۰، پیچینوویچ بوریچ به عنوان معاون وزیر در وزارت یکپارچگی اروپایی کرواسی منصوب شد. در سال ۲۰۰۱، او در تیم مذاکره‌کنندهٔ توافق‌نامهٔ تثبیت و مشارکت اتحادیه اروپا - کرواسی حضور داشت. از سال ۲۰۰۳، به تدریس دوره‌های یکپارچگی اروپایی در سمینارهای آکادمی دیپلماتیک کرواسی پرداخت.
در سال ۲۰۰۴، پیچینوویچ بوریچ به عنوان دبیر دولتی در وزارت یکپارچگی اروپایی منصوب شد و در سال بعد به عنوان دبیر دولتی برای یکپارچگی اروپایی در وزارت امور خارجه و یکپارچگی اروپایی تحت رهبری وزیر میومیر ژوژول در دولت ایوو ساندر فعالیت کرد. او به عنوان هماهنگ‌کنندهٔ ملی برنامه‌های سیاست‌های ساختاری برای پیش‌پیوستن (ISPA) (۲۰۰۴–۲۰۰۶)، هماهنگ‌کنندهٔ ملی برنامه‌های کمک‌رسانی و همکاری با اتحادیه اروپا و همچنین عضو گروه کاری بازار واحد اروپا در مذاکرات الحاق کرواسی به اتحادیه اروپا (۲۰۰۵–۲۰۰۶) خدمت کرد. از سال ۲۰۰۶، او عضو تیم مذاکرات الحاق کرواسی به اتحادیه اروپا بود و به عنوان مذاکره‌کنندهٔ فصل‌های روابط خارجی، سیاست خارجی، امنیت و دفاع، نهادها و سایر مسائل فعالیت داشت. او همچنین ریاست کمیتهٔ تثبیت و مشارکت اتحادیه اروپا - کرواسی و ریاست کمیسیون مشترک کرواسی - بادن-وورتمبرگ (۲۰۰۶–۲۰۰۸) را بر عهده داشت.

## دوران سیاسی
وسنا پوشیچ یکی از ۲۸ عضو بنیان‌گذار حزب مردم کرواسی - دموکرات‌های لیبرال (HNS-LD) در سال ۱۹۹۰ بود که پس از شرکت در ائتلاف تفاهم مردم تأسیس شد. او در سال ۱۹۹۲ از سیاست حزبی کناره‌گیری کرد اما در سال ۱۹۹۷ مجدداً به همان حزب پیوست و بعداً بین سال‌های ۲۰۰۰ تا ۲۰۰۸ و دوباره از سال ۲۰۱۳ رئیس این حزب شد. او برای اولین بار در انتخابات پارلمانی کرواسی (۲۰۰۰) به پارلمان کرواسی راه یافت و در انتخابات پارلمانی کرواسی (۲۰۰۳), انتخابات پارلمانی کرواسی (۲۰۰۷), انتخابات پارلمانی کرواسی (۲۰۱۱) و انتخابات پارلمانی کرواسی (۲۰۱۵) مجدداً انتخاب شد.
در سال ۱۹۹۲، پوشیچ هم‌بنیان‌گذار و مدیر Erasmus Guild، یک اندیشکده غیردولتی و غیرحزبی برای فرهنگ دموکراسی بود و هم‌زمان به عنوان ناشر و سردبیر نشریه Erasmus فعالیت می‌کرد که به‌طور خاص بر مسائل مختلف گذار در کرواسی، کشورهای جمهوری فدرال سوسیالیستی یوگسلاوی و اروپای شرقی تمرکز داشت. Erasmus Guild در سال ۱۹۹۸ فعالیت خود را متوقف کرد.

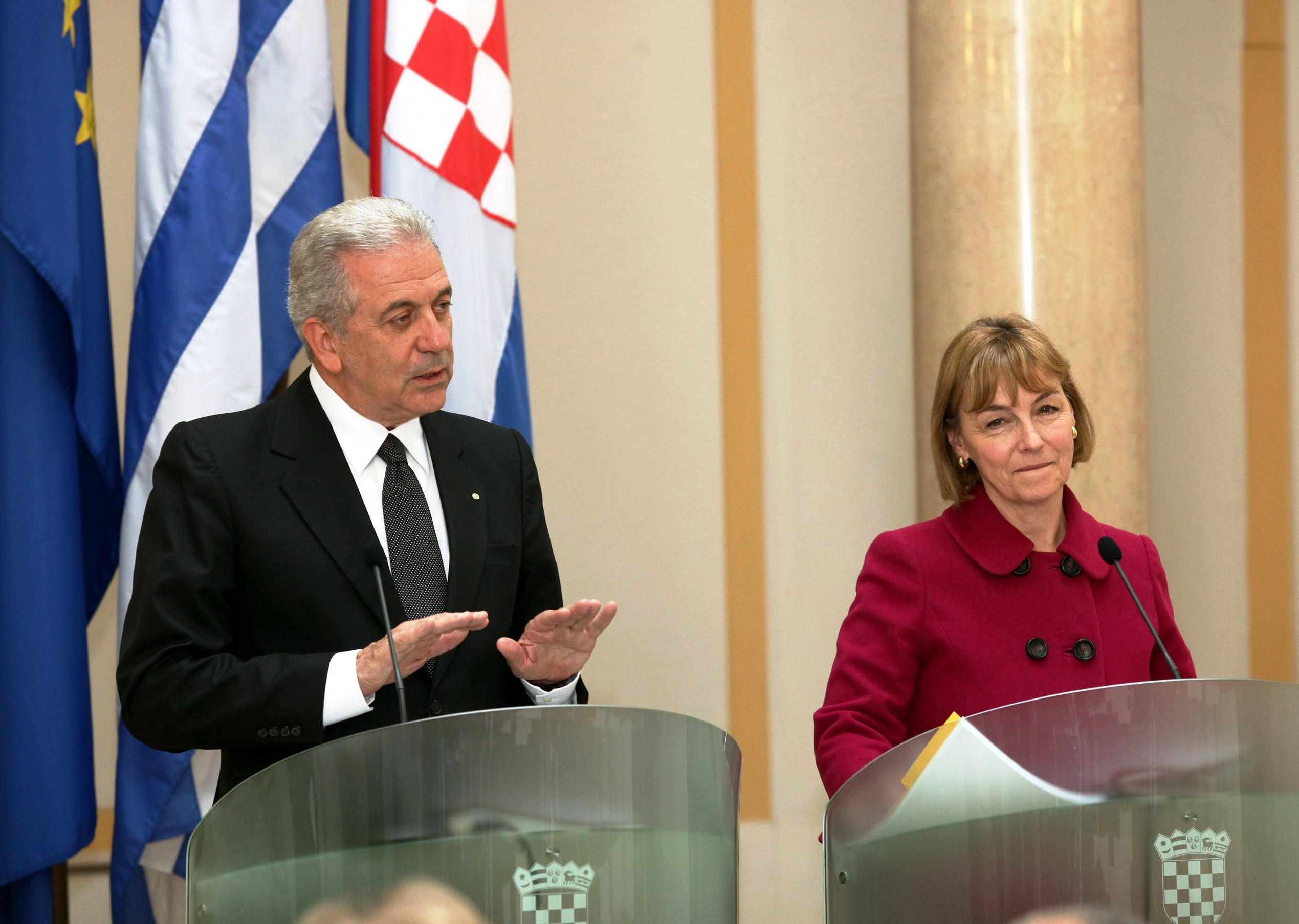
وزیر امور خارجه یونان دیمیتریس آوراموپولوس و وزیر امور خارجه کرواسی وسنا پوشیچ در زاگرب، آوریل ۲۰۱۳

در سال‌های ۲۰۰۵ و ۲۰۰۸، او به عنوان رئیس کمیته ملی مذاکرات اتحادیه اروپا منصوب شد، نهادی که بر روند مذاکرات الحاق نظارت دارد و متشکل از اعضای پارلمان، نمایندگان رئیس‌جمهور، جامعه دانشگاهی، کارفرمایان و نمایندگان اتحادیه‌ها است. در سال‌های ۲۰۰۶ و ۲۰۰۸، او به عنوان معاون حزب لیبرال دموکرات و اصلاح‌طلب اروپا (ELDR) انتخاب شد. در سال ۲۰۰۸، او اولین رئیس شبکه لیبرال اروپای جنوب شرقی شد.
در انتخابات ریاست‌جمهوری کرواسی (۲۰۱۰-۲۰۰۹), پوشیچ نامزد حزب HNS-LD بود. او در دور نخست ۷٫۲۵٪ آرا را کسب کرد و در میان دوازده نامزد، در جایگاه پنجم قرار گرفت و از دور دوم حذف شد.
پس از پیروزی ائتلاف کوکوریکو در انتخابات پارلمانی کرواسی (۲۰۱۱), پوشیچ به عنوان وزیر امور خارجه و اروپایی کرواسی در کابینه زوران میلانوویچ که از سیاست‌های چپ میانه پیروی می‌کرد، فعالیت کرد. پس از اخراج رادیمیر چاچیچ از حزب مردم کرواسی - دموکرات‌های لیبرال در ۲۳ مارس ۲۰۱۳ به دلیل تلاش‌هایش برای بی‌ثبات کردن حزب، پوشیچ مجدداً به عنوان رئیس حزب انتخاب شد.
پوشیچ در انتخابات پارلمانی کرواسی (۲۰۱۵) دوباره به پارلمان راه یافت و از ۳ فوریه ۲۰۱۶ تا ۱۴ اکتبر ۲۰۱۶ به عنوان معاون رئیس پارلمان کرواسی فعالیت کرد.
او در انتخابات پارلمانی کرواسی (۲۰۱۶) نیز دوباره انتخاب شد. پس از تصمیم حزب HNS برای ائتلاف با اتحاد دموکراتیک کرواسی، پوشیچ از حزب کناره‌گیری کرد و به همراه سه نماینده دیگر، ائتلاف لیبرال مدنی را که حزبی سوسیال لیبرالیسم و پیرو سیاست‌های چپ میانه بود، تأسیس کرد. او تا انتخابات پارلمانی کرواسی (۲۰۲۰) به عنوان نماینده پارلمان باقی ماند و سپس تصمیم گرفت از سیاست کناره‌گیری کرده و در انتخابات مجدد شرکت نکند.